# Ferrocarril Santiago Oriente
Ferrocarril Santiago Oriente fue una línea de tranvías que operó en Santiago de Chile durante los años 1910 y 1920.

## Historia
El 11 de octubre de 1916 fue autorizado mediante decreto el contrato celebrado entre la Municipalidad de Santiago y un grupo de empresarios que deseaban instalar una línea de tranvías en las avenidas General Bustamante y Francisco Bilbao. El 18 de diciembre del mismo año el Senado aprobó dicho contrato, y la sociedad denominada «Ferrocarril Santiago Oriente» fue constituida el 28 de diciembre de 1916 y entre los accionistas que conformaron su primer directorio se encontraban Eugenio Guzmán Montt, Gino Girardi, Ramón Mujica, Manuel Antonio Maira, Santiago Zanelli y Santiago Ceppi. El 19 de marzo de 1917 se aprobaron sus estatutos y se autorizó la existencia de la sociedad, mientras que el 22 de marzo de 1919 se declaró legalmente instalada.
En 1918 los tranvías de la empresa tenían una frecuencia de 7 minutos, iniciando sus servicios a las 6:00 y finalizando a las 23:00 con una duración total de 20 minutos en el viaje entre los 2 extremos de la vía. La tarifa se encontraba diferenciada por tramo y por clase: desde la Plaza Italia hasta la avenida Salvador el pasaje costaba 10 centavos en primera clase y 5 centavos en segunda clase, mientras que hasta la avenida Antonio Varas el pasaje tenía un valor de 15 centavos en primera clase y 10 centavos en segunda clase. Hacia 1920 el presidente de la empresa era Horacio Fabres y la gerencia tenía su sede en Francisco Bilbao 547.
Hacia 1923 la ruta del tranvía se iniciaba en la Plaza Italia, siguiendo por la Avenida Las Quintas (actualmente General Bustamante) y virando en la avenida Francisco Bilbao para llegar hasta la avenida Manuel Montt. En 1921 transportó 700 000 pasajeros.

### Nuevos proyectos y cierre
En agosto de 1924 la sociedad solicitó la concesión para una nueva línea de tranvías, esta vez en el sector norte de Santiago, mediante un trazado que se iniciaría en la esquina de la avenida Independencia con Borgoño y se dirigiría hasta el final de la calle Barros Arana en la población Estampa —cercana a la vía del ferrocarril a Valparaíso y la actual comuna de Renca—; sin embargo, la solicitud fue denegada por el gobierno en diciembre de 1925.
En agosto de 1925 el Ferrocarril Santiago Oriente presentó una solicitud para modificar la línea original que poseía en Providencia y cambiar su tracción a mecánica; para ello se autorizó el levante de la vía que poseía en la avenida Francisco Bilbao a fin de conectar el tramo que se mantenía en General Bustamante con el nuevo trazado que se dirigía hasta Santa Isabel, siguiendo por dicha calle hasta Italia y Caupolicán hasta alcanzar la avenida Manuel Montt y posteriormente continuar por la actual calle Pedro Lautaro Ferrer hasta llegar a la Plaza Septiembre de la población San José (sector actualmente denominado «El Aguilucho»). La autorización fue otorgada en diciembre del mismo año.
En agosto de 1927 las vías del Ferrocarril Santiago Oriente fueron levantadas en el tramo ubicado en la Plaza Italia debido a que el plano de transformación de dicho espacio no contemplaba las vías férreas; dicha acción fue ordenada por el intendente municipal de Santiago y llevada a cabo por miembros de la Dirección de Obras Municipales e Inspección del Material Rodante.
Mediante decreto del 11 de enero de 1928 la concesión del Ferrocarril Santiago Oriente fue caducada y se autorizó el levante de las vías. Luego que la concesión fuera caducada, los bienes del tranvía fueron rematados el 20 de enero de 1930.